# Glykophilusa

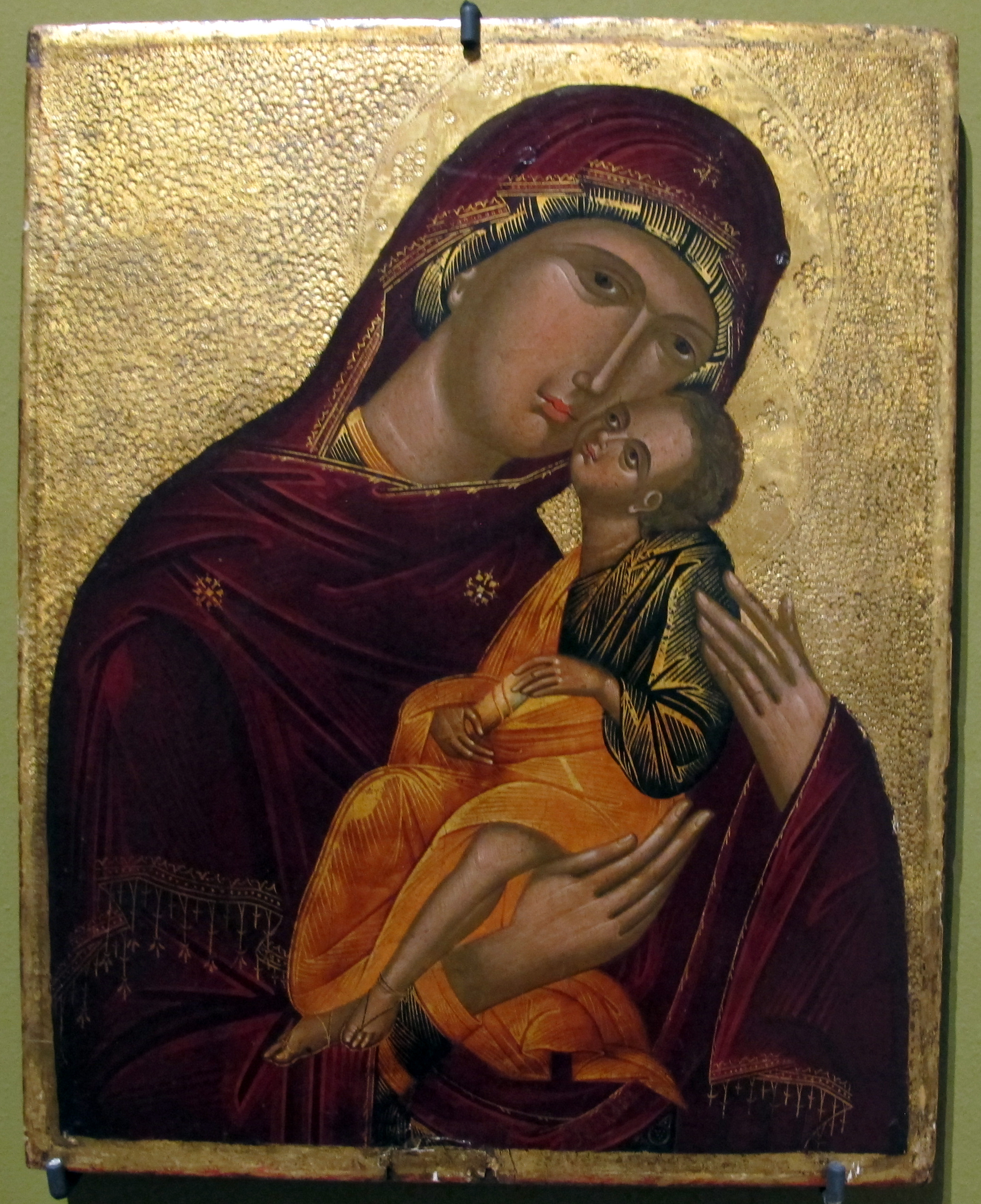
Glykophilusa aus dem Jahr 1457

Der ikonografische Typus der Gottesmutter Glykophilusa, Glykofilousa oder Glykophilousa (griechisch Γλυκοφιλούσα „die Zärtliche“, „die süß Küssende“) ähnelt der Eleusa und ist ein Marientypus, der sowohl in Russland wie in Griechenland zu den bekanntesten Ikonentypen der spät- und post-byzantinischen Kunst gehörte. Der Typus war auch im Westen verbreitet, obgleich er nicht westlichen Ursprungs ist.
Dieses Gnadenbild wird nach einer Legende mit der Epoche des byzantinischen Kaisers Leon III. (717–741) in Verbindung gebracht. Die ältesten erhaltenen Glykophilousa-Ikonen sind schon aus der Zeit vor dem Bilderstreit (718–843) bezeugt.

## Ikonografie

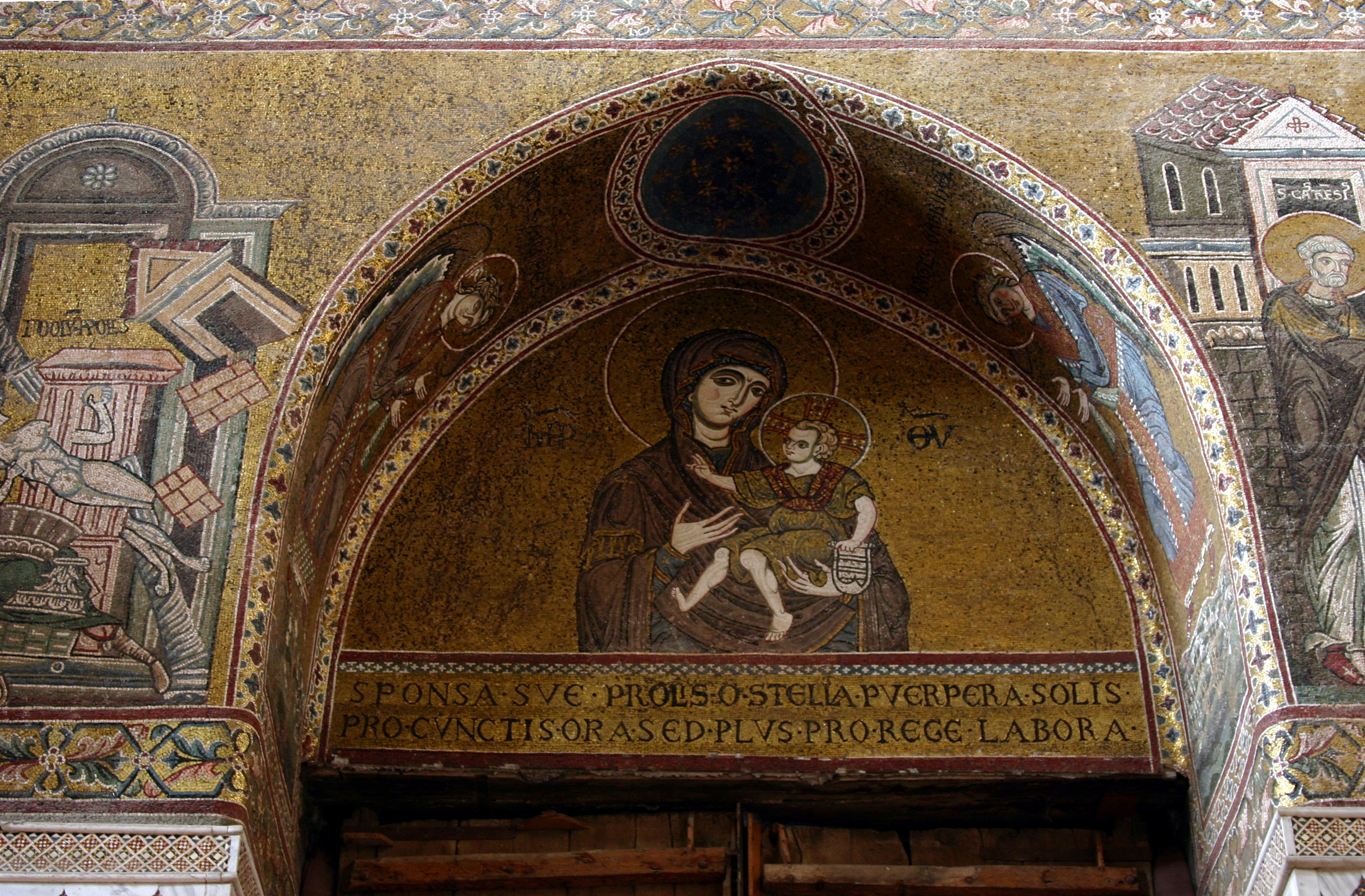
Die Gottesmutter der Eleusa-Gruppe in der Kathedrale von Monreale, Sizilien

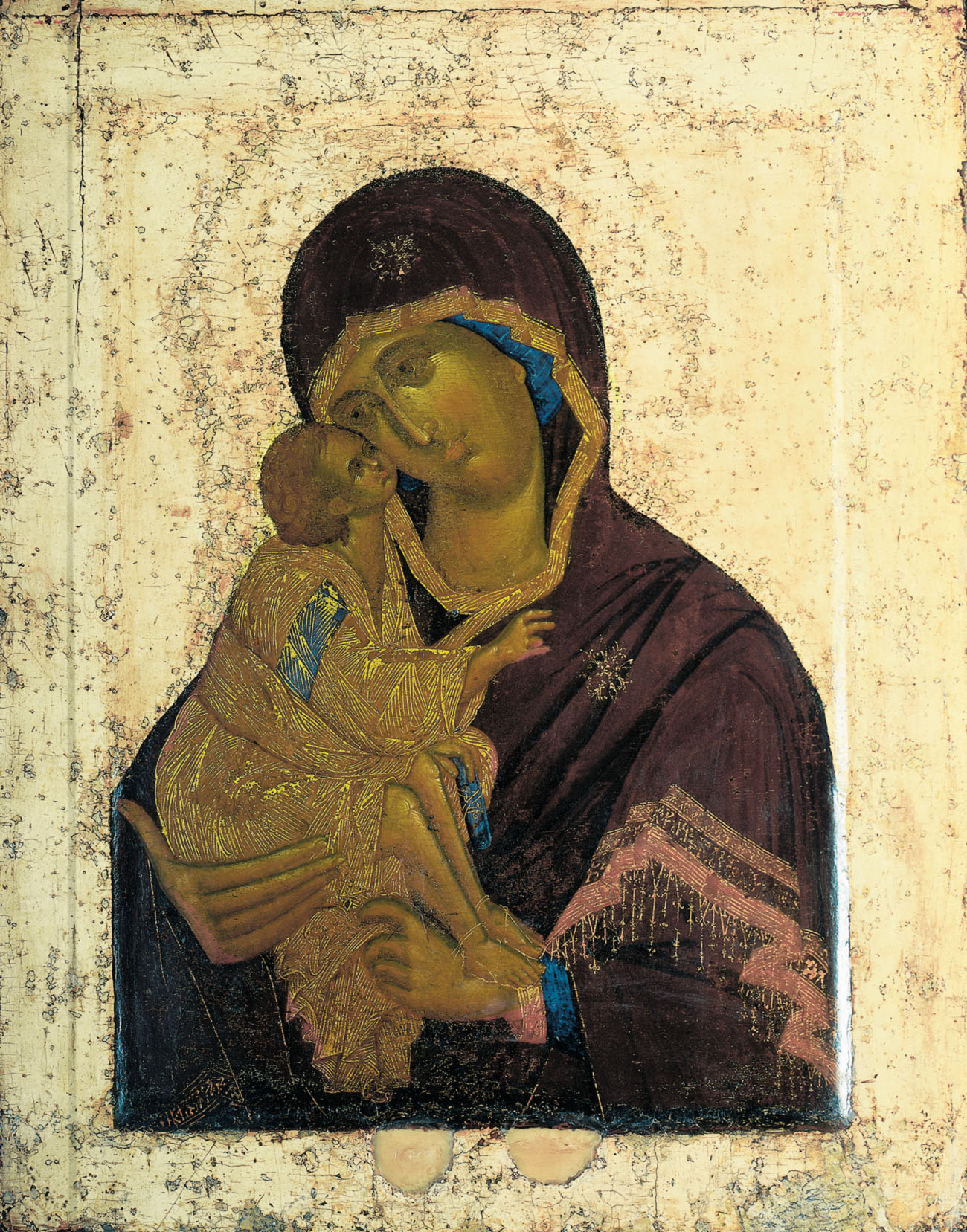
Theophanes der Grieche: Die Gottesmutter vom Don

Dieser Typus der Gottesmutter gehört zur Eleusa-Gruppe. Diese zeichnet sich im Unterschied zur Hodegetria-Gruppe durch die innig-vertraute Beziehung zwischen Gottesmutter und Christuskind aus und verzichtet hierfür auf die strenge Frontalität.
Die Gottesmutter Glykophilousa hält das Kind auf beiden Händen. Dieses blickt zu ihr und schmiegt sich an die Wange an oder berührt sie am Hals, umarmt sie aber nicht, sondern hält die Schriftrolle in seiner Hand. Das linke Bein des Kindes ist auf diesen Darstellungen bis über das Knie entblößt, das rechte meist mit dem Mantel bedeckt. Während das Christuskind in diesem Bildtypus zuweilen spielend dargestellt wird, wahrt die Gottesmutter, um das Schicksal ihres Sohns wissend, den ernsten Gesichtsausdruck.
Wir begegnen dem Christusknaben mit entblößten Beinen im Arme der Hodegitria schon im mittelbyzantinischen, ikonenhaften Portalmosaik im Innern der Kathedrale von Monreale auf Sizilien. Innerhalb der spätbyzantinischen Kunst wird die „Glykophilusa“ durch die „Gottesmutter vom Don“ in der Tretjakow-Galerie in Moskau repräsentiert.
Die Ikone der Glykophilusa (angeblich aus dem 9. Jahrhundert; vermutlich aus dem 12. Jahrhundert) befindet sich heute in der Hauptkirche des Philotheou-Klosters  auf dem Berg Athos, die über einem antiken Tempel errichtet worden ist.

## Legende
Die Ikone der Glykophilusa, die sich im Philotheou-Kloster befindet, soll einer frommen Patrizierin namens Viktoria gehört haben, die zur Zeit des Bilderstreits in Konstantinopel lebte, als Kaiser Leon III. solche Gnadenbilder zerstören ließ. Anstelle die Ikone ihrem ikonoklastischen Ehemann Symeon auszuhändigen, soll Viktoria sie auf göttliches Geheiß ins Meer geworfen haben. Als die Ikone an die Küste des Berges Athos gelangte, fand sie der Abt des Philotheou-Klosters. An jener Stelle, an der das Bildnis an den Strand des Heiligen Berges gelangte, tat sich eine Quelle auf, deren Heilwasser jahrhundertelang kinderlosen Frauen und Gelähmten geholfen haben soll.